# District de Karuo
Pour les articles homonymes, voir Qamdo.

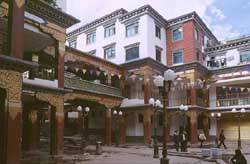
Vue de la ville de Qamdo

Le district de Karuo (tibétain : མཁར་རོ་ཆུས།, Wylie : mkhar ro chus, THL : kharro chü ; chinois simplifié : 卡若区 ; pinyin : kǎruò qū) ou autrefois Xian de Changdu ou xian de Chamdo (昌都县, chāngdū xiàn), est un district administratif de la région autonome du Tibet en Chine. C'est le centre administratif de la Ville-préfecture de Changdu.

## Démographie
La population du district était de 86 280 habitants en 1999.
La population est du district est de 124 354 habitants, dont 79 600 éleveurs. L'ensemble de la population est à 94,5 % d'ethnie tibétaine, le reste de la population étant composé des ethnies han、hui, miao, mongole et luoba (洛巴) au recensement de 2012.

## Personnalités
- Han Hong, chanteuse populaire issue de la minorité tibétaine.